# Komet Scotti 2
Komet Scotti 2 ali 202P/Scotti je periodični komet z obhodno dobo okoli 7,3 let.

 Komet pripada Jupitrovi družini kometov .

## Odkritje
Komet je odkril 14. decembra 2001 ameriški astronom James Vernon Scotti na Kitt Peaku.